# 인벤티지랩
인벤티지랩(Inventage Lab Inc.)은 대한민국의 장기지속형 주사제 및 지질나노입자 연구개발ㆍ제조 기업이다.

## 역사
2023년 6월 185억원 규모의 전환사채와 3자배정 유상증자를 발행하였다 유한양행과 장기지속형 주사 제형 비만/당뇨 치료제 공동개발 중에 있다
2024년 비만치료 장기지속형 주사제 원천 특허를 확보했다

## 상장
2022년 11월 22일 주관사 한국투자증권으로 공모가 12,000원에 코스닥 시장에 상장하였다.

## 논란
- 상장으로 조달한 금액을 투자하지 않고 예적금 등 단기금융상품에 넣어두어 논란이 있고 있다[6]
- 2024년 전환사채로 인해 당기순손실이 확대되면서 결손금이 심화돼 자본잠식이 될 가능성이 높다는 우려가 있다[7]

## 같이 보기
- 대웅제약
- 위더스제약

## 참고문헌
1. ↑  정민구, 인벤티지랩, 장기 지속형 치매치료제 기대감에 상한가, 바이오타임즈, 2023년 7월 20일
2. ↑  남대열, 인벤티지랩, 장기지속형 치매치료제 비임상 결과 발표, 히트뉴스, 2023년 7월 17일
3. ↑  인벤티지랩, 185억 규모 “3자배정CPS·CB 발행 결정”, 바이오스펙테이터, 2023년 6월 12일
4. ↑  김찬혁, 유한양행-인벤티지랩, 장기지속형 비만치료제 공동개발,  청년의사, 2024년 1월 6일
5. ↑  박정수, 인벤티지랩, 비만치료 장기지속형 주사제 원천 특허 등록, 이데일리, 2024년 12월 17일
6. ↑  박준형, 이런 게 기술특례? 퓨런티어, IPO자금 2년간 100% 저축, 뉴스토마토, 2023년 12월 29일
7. ↑  김혜선, 인벤티지랩, 만성 적자에 '자본잠식' 위기…탈출구 있나, IB토마토, 2024년 5월 24일